# David Allan Bromley
David Allan Bromley, né le 4 mai 1926 à Westmeath, Ontario et mort le 10 février 2005 à New Haven, est un physicien canado-américain, administrateur universitaire et conseiller scientifique du président américain George H. W. Bush. Son domaine de recherche porte sur l'étude des réactions et de la structure nucléaires à basse énergie à l'aide de faisceaux d'ions lourds.

## Biographie
Né à Westmeath, Ontario, Canada, il obtient un baccalauréat ès sciences en 1949 et une maîtrise ès sciences en 1950 de l'Université Queen's. Il obtient une maîtrise et un doctorat en physique nucléaire en 1952 de l'Université de Rochester aux États-Unis. De 1952 à 1953, il est instructeur, et de 1953 à 1954, il est professeur adjoint à l'Université de Rochester. En 1955, il est embauché comme agent de recherche associé, pour l'Énergie atomique du Canada, et de 1958 à 1960, il est agent de recherche principal et chef de section.
En 1960, il s'installe aux États-Unis pour devenir professeur agrégé de physique à l'Université Yale. Il devient citoyen américain en 1970. Il est nommé professeur en 1961 et est directeur associé du Heavy Ion Accelerator Lab de 1960 à 1963. Il est le fondateur et, de 1963 à 1989, le directeur du AW Wright Nuclear Structure Lab de Yale. De 1970 à 1977, il est président du département de physique. En 1972, il est nommé professeur de physique Henry Ford II et occupe ce poste jusqu'en 1993.
Avant d'être nommé dans le cabinet Bush, il est membre du Conseil scientifique à la Maison-Blanche du président Ronald Reagan. Alors qu'il est conseiller scientifique de Bush de 1989 à 1993, il fait pression pour des augmentations importantes du financement de la recherche scientifique afin que les États-Unis puissent concurrencer le Japon et l'Allemagne dans le secteur manufacturier. Il soutient également l'expansion du réseau à grande vitesse qui est devenu par la suite l'Internet. En outre, il est connu pour avoir joué un rôle clé en empêchant les progrès vers une action internationale sur le changement climatique lors de la Conférence sur le climat (en) de Noordwijk. Au cours de la négociation finale, Bromley, pressé par le chef de cabinet de la Maison-Blanche John H. Sununu, convainc la conférence d'abandonner l'engagement de geler les émissions.
Après sa carrière publique, il retourne à l'Université Yale pour occuper le poste de professeur Sterling de sciences et doyen de la faculté d'ingénierie de Yale de 1994 à 2000. Comme doyen, il relance considérablement les programmes d'ingénierie de Yale et conduit à son rétablissement en tant que Yale School of Engineering &amp; Applied Science. Il continue à enseigner à Yale jusqu'à sa mort en 2005.
Au cours de sa carrière, il reçoit de nombreuses distinctions, dont 33 diplômes honorifiques et est membre de l'Académie nationale des sciences des États-Unis et de l'Académie américaine des arts et des sciences. En 1988, Bromley reçoit la National Medal of Science.